# Homaluroides chamaeleon
Homaluroides chamaeleon är en tvåvingeart som först beskrevs av Becker 1912.  Homaluroides chamaeleon ingår i släktet Homaluroides och familjen fritflugor. Inga underarter finns listade i Catalogue of Life.